# Galium bifolium
Galium bifolium är en måreväxtart som beskrevs av Sereno Watson. Galium bifolium ingår i släktet måror, och familjen måreväxter. Inga underarter finns listade i Catalogue of Life.